# Alaszkai búvár
Az alaszkai búvár (Gavia pacifica) a madarak (Aves) osztályának a búváralakúak (Gaviiformes) rendjébe, ezen belül a búvárfélék (Gaviidae) családjába tartozó vízimadár.
Nevét a Kuril-szigetekről kapta.

## Rendszertani eltérés
Ezt az északi madarat, korábban azonosnak tartották a sarki búvárral (Gavia arctica).

## Előfordulása
Az Északi-sark környékén, Oroszország, Alaszka, Kanada és a Baffin-sziget területein él,

## Életmódja
A többi búvárhoz hasonlóan halakkal táplálkozik, melyeket a víz alatt kap el. 
|  |  |